# Sukraloza
Sukraloza je veštački zaslađivač. Najveći deo unete sukraloze se ne razlaže u telu, te ona ima nisku kalorijsku vrednost. U Evropskoj uniji, ona je takođe poznata pod E brojem (kod aditiva) E955. Sukraloza je oko 320 do 1.000 puta slađa od saharoze (stonog šećera), dva puta je slađa od saharina, i tri puta od aspartama. Ona je stabilna na povišenoj temperaturi i u širokom opsegu pH vrednosti. Stoga se ona može koristiti pri pečenju, kao i u proizvodima koji imaju dug rok trajanja. Tržišni uspeh proizvoda baziranih na sukralozi potiče od njenog povoljanog ukusa, stabilnosti i sigurnosti u odnosu na ostale niskokalorične zaslađivače. Sukrulozni zaslađivači su u prodaji pod mnoštvom imena, neka od kojih su: Splenda, Sukrana, SucraPlus, Candys, Cukren i Nevella.

## Spoljašnje veze
- Ferrer, Imma; Thurman, E. M. (2010). „Analysis of sucralose and other sweeteners in water and beverage samples by liquid chromatography/time-of-flight mass spectrometry”. J Chromatog. A. 1217 (25): 4127—4134. doi:10.1016/j.chroma.2010.02.020.